# Vrbice (Bohumín)

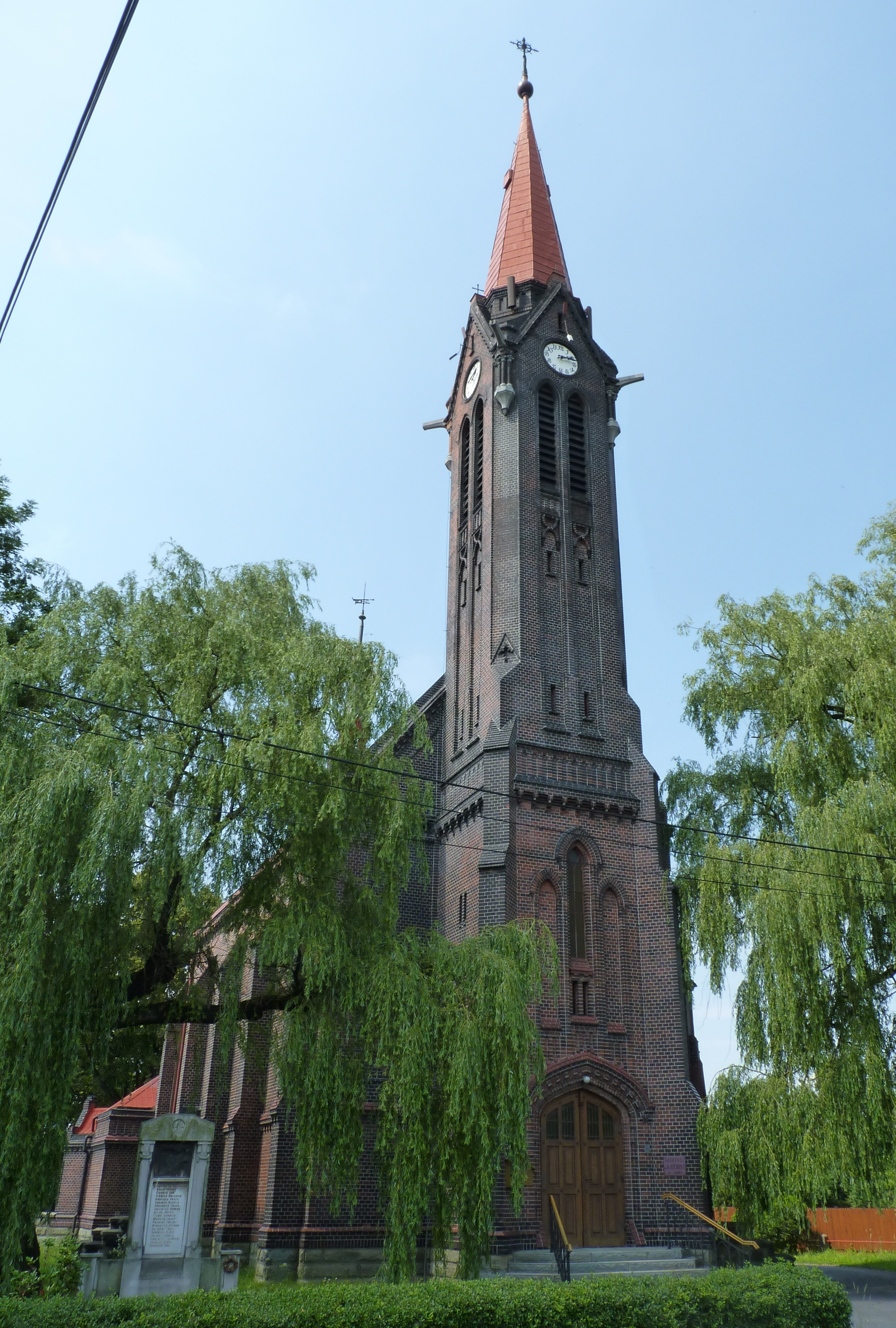
Kirche der hll. Katharina und Jakobus d. Ä.

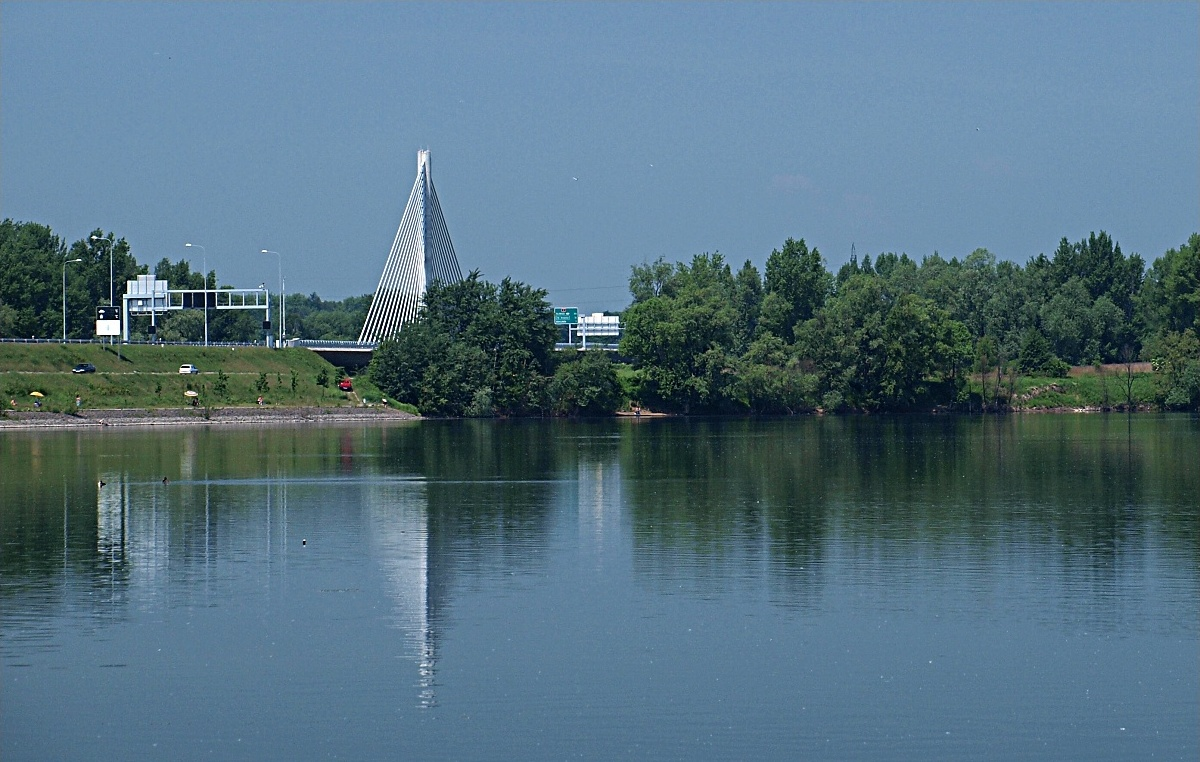
Vrbické jezero

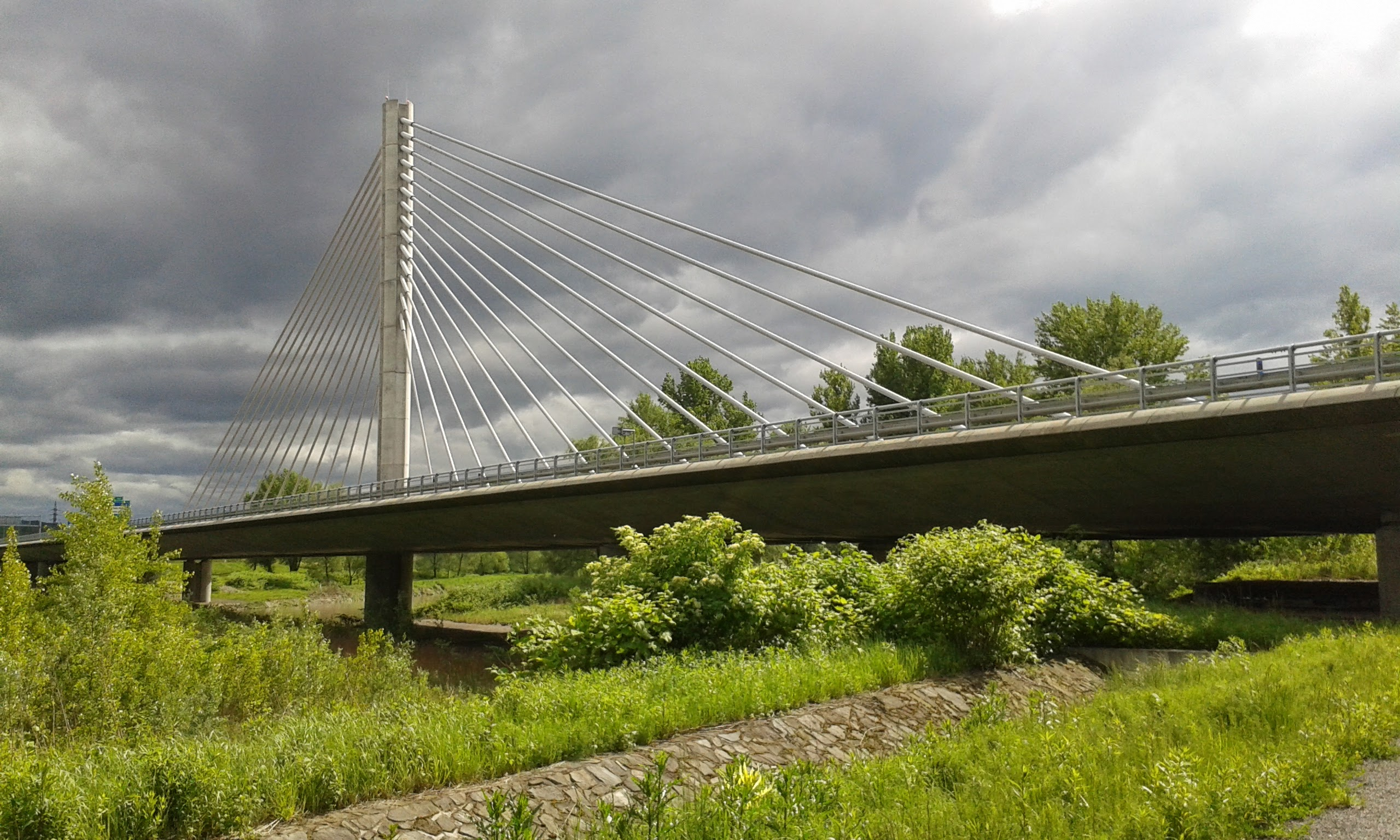
Autobahnbrücke

Vrbice (deutsch Wirbitz, polnisch Wierzbica) ist ein Ortsteil der Stadt Bohumín (Oderberg) in Tschechien. Das Dorf liegt sechs Kilometer nördlich des Stadtzentrums von Ostrava (Ostrau) an dessen Stadtgrenze und gehört zum Okres Karviná.

## Geographie
Das Straßendorf Vrbice befindet sich rechtsseitig der Oder an deren Zufluss Vrbická stružka (Struschka) im Ostrauer Becken. Durch den Ort führt die Staatsstraße II/647 zwischen Ostrava und Bohumín; am östlichen Ortsrand verläuft die Bahnstrecke Břeclav–Petrovice u Karviné. Das Dorf ist von mehreren Seen und Teichen umgeben: im Westen erstreckt sich der Baggersee Vrbické jezero bis an die regulierte Oder; östlich – hinter den Bahngleisen – liegen der Lesník und der Heřmanický rybník, beide Teiche sind, zusammen mit weiteren, Teil des ausgedehnten Naturdenkmals Heřmanický rybník. Durch den westlichen Teil der Gemarkung führt die Autobahn D 1 und überquert dort auf einer Schrägseilbrücke die Oder und das dahinterliegende Antošovické jezero; ortsnah liegt die Abfahrt 365. Gegen Süden befinden mehrere stillgelegte Steinkohlenbergwerke.
Nachbarorte sind Koblov-Vrbina (Tabulki) und Antošovice (Antoschowitz) im Norden, Od Hranic, Pudlov (Pudlau) und Nový Bohumín (Neu-Oderberg) im Nordosten, Kolonie Vysoká pec, Záblatí (Sablacz) und Rychvald (Reichwaldau) im Osten, Heřmanice (Herzmanitz) im Südosten, Muglinov (Muglinau) im Süden, Hrušov (Hruschau) und Koblov (Koblau) im Südwesten, Amerika im Westen sowie Markvartovice (Markersdorf), Hříbovec (Hrzibowetz) und Šilheřovice (Schillersdorf) im Nordwesten.

## Geschichte
Die erste schriftliche Erwähnung von Wirzbica erfolgte im Jahre 1229 in einer Bulle des Papstes Gregor IX. zur Bestätigung des Besitzes der Benediktinerabtei Tyniec in der Gegend von Orlau. Das auf einer Schüttinsel zwischen den Odermäandern und den Struschkasümpfen angelegte Dorf wurde nach den in Feuchtgebieten häufig vorkommenden Weiden benannt. Ab 1268 gehörte Wirzbica – jedoch ohne den Kretscham – zu den Gütern des neu gründeten Benediktinerklosters Orlau. Im Zuge der Teilung des Herzogtums Oppeln gelangte das Dorf 1281 an das Herzogtum Teschen. Der Orlauer Abt Johann I. überließ am 29. Dezember 1291 anlässlich der Weihe der neuen Kirche in Bogumin dem dortigen Pfarrer Lambert den Zehnt in Wirzbica; damit wurde das Dorf zugleich vom Archipresbyteriat Teschen zum Archipresbyteriat Ratibor umgegliedert.
Zum Ende des 15. Jahrhunderts setzte ein Ausverkauf der Güter des überschuldeten Benediktinerklosters Orlau ein. Im Jahre 1491 verkaufte der Abt Johann IV. die Dörfer Wirbitz und Herzmanitz an Peter Osinský von Žitná, dem Herzog Kasimir II. beide Dörfer gegen 800 ungarische Gulden als frei verfügbaren Erbbesitz mit allen Rechten sowie der Verpflichtung zur bedarfsweisen Bereitstellung von Pferden bestätigte. In dieser Summe enthalten waren 200 Gulden als Ablöse für Wirbitz, die Kosten für die Errichtung eines Teiches sowie 50 Gulden Entschädigung an Václav Hřivnáč von Heraltice auf Polnisch Ostrau wegen desselben. Außerdem erhielt Osinský den Reichwaldauer Wald sowie das Recht auf Wasser aus den herzoglichen Teichen. 1497 bestätigte auch die Abtei Tyniec den Verkauf, der Orlauer Konvent bedingte sich zudem noch ein Recht auf Karpfen beim Abfischen des Wirbitzer Teiches aus. Der nachfolgende Abt Andreas verpfändete 1505 auch das Dorf Zablacie mit allem Zubehör 1505 für 100 Gulden an Osinský. Im Jahre 1520 erwarb der Besitzer der Herrschaft Polnisch Ostrau, Johann Sedlnitzky von Choltitz das Gut Wirbitz und Herzmanitz; er kaufte dem Orlauer Kloster 1532 noch Zablacie ab. Im Jahre 1703 veräußerten die Herren Sedlnitzky von Choltitz die Herrschaft Polnisch Ostrau an Heinrich Wilhelm von Wlczek. Nach dem Ersten Schlesischen Krieg wurde 1742 entlang der Oder die Grenze zwischen Preußen und Österreichisch-Schlesien gezogen, wobei der rechtsodrische Teil (mit Wirbitz) bei Österreichisch-Schlesien verblieb.
Um 1800 bestand das Dorf Wirbitz aus 33 Häusern mit 167 schlesisch-polnisch-sprachigen Bewohnern. Im Ort gab es eine Kapelle, einen Meierhof und eine Mühle. Pfarrort war Oderberg. Grundherren waren die Grafen Wlczek. Im Jahre 1847 erfolgte der Bau der Kaiser Ferdinands-Nordbahn, deren vorläufiger Endbahnhof Oderberg dreieinhalb Kilometer nordöstlich im Oderberger Wald errichtet wurde. Bis zur Mitte des 19. Jahrhunderts blieb Wirbitz der Herrschaft Polnisch Ostrau untertänig.

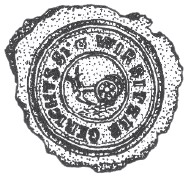
Ortssiegel

Nach der Aufhebung der Patrimonialherrschaften bildete Wirbitz ab 1850 einen Ortsteil der Gemeinde Pudlau im Gerichtsbezirk Oderberg und Bezirk Friedek. 1868 wurde das Dorf dem Bezirk Freistadt zugeordnet. Im Jahre 1869 bestand Wirbitz aus 43 Häusern und hatte 422 Einwohner. Der tschechische Ortsname Vrbice wurde in den 1870er Jahren eingeführt. Wirbitz löste sich 1892 von Pudlau los und bildete eine eigene Gemeinde. Die Bewohner arbeiteten in den Fabriken um den Bahnhof Oderberg bzw. den Kohlengruben bei Hruschau. In dieser Zeit verdoppelte sich die Einwohnerzahl nahezu. Im Jahre 1900 hatte Wirbitz 811 Einwohner, 1910 waren es bereits 1114. Die alte hölzerne Kirche wurde 1910 abgebrochen; zwischen 1910 und 1911 erfolgte an ihrer Stelle der Bau der neuen Kirche. 1911 erhielt das Dorf eine eigene Schule. Im Jahre 1914 nahm die von den Schlesischen Landeseisenbahnen betriebene elektrische Überlandstraßenbahn von Oderberg Bahnhof über Wirbitz nach Hruschau ihren Betrieb auf; am Bahnhof bestand eine Übergangsmöglichkeit zur Städtischen Straßenbahn Oderberg nach Oderberg und zur Überlandstraßenbahn nach Deutschleuten.
Nach dem Ersten Weltkrieg zerfiel der Vielvölkerstaat Österreich-Ungarn, das Gebiet des Bezirks wurde strittig. Nach dem Polnisch-Tschechoslowakischen Grenzkrieg sowie der Entscheidung des Botschafterrats der Siegermächte vom 28. Juli 1920 fiel Vrbice der Tschechoslowakischen Republik zu. Da im selben Jahre der Tschechoslowakei auch das ehemals deutsche Hultschiner Ländchen zugesprochen wurde, fiel dadurch die seit 1742 bestehende Staatsgrenze an der Oder zwischen Hoschialkowitz und Passek weg. Beim Zensus von 1921 lebten in den 92 Häusern der Gemeinde Vrbice 1476 Personen, darunter 1006 Tschechen, 208 Deutsche, 53 Polen und 13 Juden. 1930 lebten in den 134 Häusern von Vrbice 1542 Personen. In der Schule wurden damals über 200 Kinder unterrichtet.
Nach dem Münchner Abkommen wurde Wierzbica im Oktober 1938 von Polen besetzt und der Woiwodschaft Schlesien zugeschlagen. Ein Jahr später erfolgte die Besetzung durch das Deutsche Reich; bis 1945 gehörte Wirbitz zum Landkreis Teschen. Nach dem Ende des Zweiten Weltkrieges kam die Gemeinde zur wiedererrichteten Tschechoslowakei zurück. 1949 wurde Vrbice Teil des neu gebildeten Okres Ostrava-okolí. Die Einwohnerzahl war in der zweiten Hälfte des 20. Jahrhunderts stark rückläufig. Im Jahre 1950 bestand Vrbice aus 139 Häusern und hatte 1016 Einwohner. Im Zuge der Gebietsreform von 1960 wurde Vrbice dem Okres Karviná zugeordnet. Im Jahre 1966 besuchten nur noch 29 Kinder die Vrbicer Schule. 1970 lebten in den 145 Häusern von Vrbice 724 Personen. Zum 1. Oktober 1974 wurde Vrbice nach Bohumín eingemeindet. Im Jahre 1978 erfolgte die Schließung der Schule. 1991 lebten in den 136 Häusern von Vrbice 462 Personen. Das Oderhochwasser von 1997 hinterließ in Vrbice schwere Schäden. 2004 wurde das verfallene Schulhaus saniert und zum Haus für Betreutes Wohnen umgebaut. Im selben Jahre begannen zwischen Hrušov und Bohumín die Bauarbeiten für die Autobahn D 47; bei Vrbice entstand eine Schrägseilbrücke über die Oder und den dahinterliegenden Baggersee Antošovické jezero. Der Autobahnbau war 2007 abgeschlossen, noch während der Bauausführung war die Trasse 2006 der Autobahn D 1 zugeschlagen worden. Beim Zensus von 2011 hatte der Ortsteil 467 Einwohner und bestand aus 145 Wohnhäusern. Vrbice ist heute eine Wohnsiedlung, deren Bewohner in den umliegenden Industriegebieten arbeiten.

## Ortsgliederung
Der Ortsteil Vrbice bildet den Katastralbezirk Vrbice nad Odrou.

## Sehenswürdigkeiten
- Neogotische Kirche der hll. Katharina und Jakobus d. Ä., der zwischen 1910 und 1911 anstelle eines hölzernen Vorgängerbaus nach Plänen des Hruschauer Architekten Anton Schiebel für 82.000 Kronen errichtete Backsteinbau wurde am 12. November 1911 vom Freistadter Vikar Jiří Kolek geweiht. Die Innenausstattung stammt aus der Werkstatt von Ludwig Linzinger, die Orgel ist ein Werk der Firma Gebrüder Rieger. Von der alten Kirche wurden die zwei Glocken übernommen, zwei weitere wurden von der Glockengießerei „Adalbert Hillers & Sohn“ in Brünn gegossen. Im Jahre 1913 erfolgte eine weitere Kirchweihe durch den Breslauer Fürstbischof Georg von Kopp. Die Explosion einer Granate vor der Kirchenmauer verursachte am 26. April 1945 schwere Schäden, die auf 12.000 Kronen geschätzt wurden.[5]
- Denkmal für die Gefallenen des Ersten Weltkrieges, an der Kirche.
- Das Kreuz auf dem Friedhof hinter der Kirche wurde vom Dichter Petr Bezruč in den Schlesischen Liedern beschrieben. Zu Beginn der 2000er Jahre wurde es wegen befürchteter Beschädigungen beim Autobahnbau auf den Friedhof umgesetzt.
- Vrbické jezero, der Baggersee entstand durch Kiesabbau im alten Flussbett der Oder.

## Söhne und Töchter des Ortes
- Svatopluk Havelka (1925–2009), Musiker und Komponist